# HMCS Alberni (1940)
HMCS Alberni (K130) (с англ. — «Его Величества Канадский Корабль «Алберни»») — корвет типа «Флауэр», служивший в Королевском военно-морском флоте Канады в годы Второй мировой войны. Назван в честь города Алберни (ныне Порт-Алберни) в канадской провинции Британская Колумбия. Нёс службу в составе Ньюфаундлендских, Западных местных и Квебекских конвойных сил. Принимал участие в сопровождении транспортных конвоев через Атлантический океан. Участвовал в операциях «Торч» и «Нептун». В 1944 году затонул после торпедной атаки подлодки U-480.

## Проект «Флауэр»

### Общее описание
Корветы типа «Флауэр», состоявшие на вооружении Королевского ВМФ Канады во время Второй мировой войны (такие, как «Алберни»), отличались от более ранних и традиционных корветов с винтовыми колонками. Французы использовали наименование «корвет» для обозначения небольших боевых кораблей; некоторое время британский флот также использовал этот термин вплоть до 1877 года. В 1930-е годы в канун войны Уинстон Черчилль добился восстановления класса «корвет», предложив называть так маленькие корабли сопровождения, схожие с китобойными судами. Новому типу корветов было присвоено название «Флауэр»; корветам, как следовало из наименования этого типа, присваивали имена цветов.
Корветы, принятые на вооружение Королевским военно-морским флотом Канады, были названы преимущественно в честь канадских местечек, жители которых участвовали в строительстве кораблей. Эту идею отстаивал адмирал Перси Уокер Неллз. Компании, финансировавшие строительство, как правило, были связаны с местечками, в честь которых был назван каждый корвет. Корветы британского флота занимались сопровождением в открытом море, корветы канадского флота — береговой охраной (играя преимущественно вспомогательную роль) и разминированием. Позже канадские корветы были доработаны так, чтобы нести службу и в открытом море.

### Технические характеристики
Корветы типа «Флауэр» имели следующие главные размерения: длина — 62,5 м, ширина — 10 м, осадка — 3,5 м. Водоизмещение составляло 950 т. Основу энергетической установки составляла 4-тактная паровая машина тройного расширения и два котла мощностью 2750 л.с. (огнетрубные котлы Scotch у корветов программы 1939—1940 годов и водотрубные у корветов программы 1940—1941 годов). Тип «Флауэр» мог развивать скорость до 16 узлов, его автономность составляла 3500 морских миль при 12 узлах, а экипаж варьировался от 85 (программа 1939—1940 годов) до 95 человек (программа 1940—1941 годов).
Главным орудием корветов типа «Флауэр» было 102-мм морское орудие Mk IX. Зенитное вооружение состояло из спаренных 12,7-мм пулемётов Vickers и 7,7-мм пулемётов Lewis, позже заменённых на сдвоенные 20-мм пушки «Эрликон» и одиночные 40-мм орудия Mk VIII. В качестве противолодочного оружия использовались бомбосбрасыватели Mk II. Роль радиолокационного оборудования играли радары типа SW1C или 2C, которые по ходу войны были заменены на радары типа 271 для наземного и воздушного обнаружения, а также радары типа SW2C или 2CP для предупреждения о воздушной тревоге. В качестве сонаров использовались гидроакустические станции типа 123A, позже заменённые на типы 127 DV и 145.

## Строительство
«Алберни» заказан 14 февраля 1940 года в рамках программы строительства корветов типа «Флауэр» на 1939 и 1940 годы, заложен 29 апреля 1940 года на верфи «Ярроус» в городе Эскимальт в Британской Колумбии. Спущен на воду 22 августа 1940 года, принят в состав КВМФ Канады 4 февраля 1941 года. Назван в честь города Алберни, который в 1964 году был разрушен в результате Великого Аляскинского землетрясения, а его территорию позднее включили в состав города Порт-Алберни. За свою службу дважды становился на ремонт и покраску: в мае 1942 года были заменены котлы, а с ноября 1943 по февраль 1944 годы в Ливерпуле (Новая Шотландия) ремонтировался в доках, удлинив бак.

## Служба
«Алберни» в апреле 1941 года прошёл через Панамский канал и был включён в состав Атлантического флота Канады в Галифаксе в апреле 1941 года. С мая 1941 года состоял в Ньюфаундлендских конвойных силах, охраняя конвои в северно-западной части Атлантики. В сентябре 1941 года сопровождал особо важный конвой SC-42, до мая 1942 года сопровождал другие североатлантические конвои. 3 мая 1942 года вместе с эсминцем «Ассинибуан» спас 47 выживших с британского танкера «British Workman», торпедированного немецкой субмариной U-455 у Кейп-Рейс (44°07′ с. ш. 51°53′ з. д.), после чего встал на ремонт котлов.
С октября 1942 по февраль 1943 годов «Алберни» участвовал в операции «Торч» в Средиземном море, сопровождая конвои между Гибралтаром и Великобританией. 27 октября 1942 спас 12 выживших с американского танкера «Гёрни Э. Ньюлин», торпедированного немецкой субмариной U-436 (54°51′ с. ш. 30°06′ з. д.) и затопленного на следующий день немецкой субмариной U-606. 28 октября «Алберни» вместе с экипажем корвета «Вилль де Квебек» спас 81 человека с британского китобойного судна «Сурабайя», торпедированного и затопленного днём ранее немецкой субмариной U-436 (54°32′ с. ш. 31°02′ з. д.).
В марте 1943 года «Алберни» перешёл в Западные местные конвойные силы, прежде чем войти в состав Квебекских сил и начать охрану конвоев между Квебеком и Лабрадором. После небольшого ремонта на Бермудах «Алберни» вошёл в состав эскортной группы EG-4 КВМС Великобритании. В апреле 1944 года переподчинён Западному командованию для участия в операции «Нептун» — морской составляющей операции «Оверлорд».

### Гибель
В 11:45 21 августа 1944 года «Алберни» сопровождал конвой в 46 км к юго-востоку от мыса Святой Екатерины острова Уайта (50°18′ с. ш. 00°51′ з. д.). В этот момент в корабль попала торпеда, выпущенная с подлодки U-480 под командованием обер-лейтенанта Ганса-Йоахима Фёрстера. Торпеда взорвалась в машинном отделении, и корабль затонул менее чем через минуту. Погибли 59 человек, спастись удалось 31 человеку, которого эвакуировали на торпедных катерах ВМС Великобритании. Участвовавший в спасении утопающих лейтенант Фрэнк Уильямс был награждён бронзовой медалью Королевского общества спасателей.

## Командиры
С момента принятия корвета «Алберни» в состав КВМФ Канады и до завершения боевых действий Второй мировой войны в Европе корветом командовали следующие офицеры:
| Воинское звание | Имя командира      | Оригинал имени      | Начало службы   | Конец службы    |
| --------------- | ------------------ | ------------------- | --------------- | --------------- |
| Лейтенант       | Джеральд Ормсби Бо | Gerald Ormsby Baugh | 6 января 1941   | 4 апреля 1942   |
| Лейтенант       | Обри Уинстон Форд  | Aubrey Winston Ford | 5 апреля 1942   | 12 октября 1942 |
| Лейтенант       | Иан Хантер Белл    | Ian Hunter Bell     | 12 октября 1942 | 21 августа 1944 |

## Память
В 1997 году археолог Иннес Маккартни первым исследовал палубу затонувшего корвета. Позднее палубу этого корвета, как и потопленной в конце войны U-480, показывали в документальном телесериале «Deep Wreck Mysteries». В 2000 году начала действие программа «The Alberni Project», целью которой являлось увековечивание памяти всех членов экипажа, служивших на корабле когда-либо. С помощью родственников членов экипажа «Алберни», а также частных и общественных пожертвований программа была преобразована в общество «The Alberni Project Society», которое стало заниматься увековечиванием служащих Вооружённых сил Канады и гражданских лиц, участвовавших в битве за Атлантику. В 2005 году была открыта выставка, которая и по сей день проходит в разных городах Канады, в том числе на острове Ванкувер и в долине Британской Колумбии. В Комоксе (Британская Колумбия) 1 сентября 2013 года был открыт музей HAMM в торговом центре, а в ноябре 2016 года переехал в Кортни как часть выставки, посвящённой канадским вооружённым силам.